# La Vega (Valdáliga)
La Vega es un núcleo de población español de la localidad de Roiz, perteneciente al municipio de Valdáliga, en la comunidad autónoma de Cantabria.

## Demografía
En 2023, el núcleo de población de La Vega, encuadrado dentro de la entidad singular de población de Roiz, tenía empadronados 20 habitantes.